# Arginina 2-monoossigenasi
La arginina 2-monoossigenasi è un enzima appartenente alla classe delle ossidoreduttasi, che catalizza la seguente reazione:
L-arginina + O2 ⇄ 4-guanidinabutanoammide + CO2 + H2O
L'enzima è una flavoproteina. Agisce anche sulla canavanina e la omoarginina.